# Bombo legüero
El bombo legüero es un popular membranófono del folklore argentino originario de la provincia de Santiago del Estero. Debe su nombre a la característica que se le supone, esto es, la de poder ser oído incluso a una legua de distancia. El músico que se especializa en este instrumento es llamado bombisto.

## Uso en Argentina
En Argentina su uso está caracterizado mayormente en el acompañamiento de la zamba, el gato y la chacarera, destacándose por lo general en el malambo, donde suele ser el instrumento único. También suele utilizarse en la baguala donde sirve de acompañamiento a la voz.

## Uso en otros países
El uso del bombo legüero se expandió también a países colindantes con Argentina como Chile y Bolivia.
En Uruguay, su uso es ocasional y está asociado a la repercusión que el movimiento de música de proyección folklórica argentina tuvo en la música uruguaya a mediados de los años 50, cuando los músicos nativistas de Uruguay se limitaban a imitar lo que se editaba en discos desde la Argentina (mayormente zambas y chacareras, poco comunes en el folklore uruguayo). Esto cambió a fines de esa década cuando hubo un verdadero movimiento de proyección folklórica en el país y dado que con excepción del candombe no es común el uso de percusión en el folklore musical uruguayo (tener en cuenta que en la pampa escasea la vegetación leñosa) y que en caso de usarse, es más frecuente otro tipo de bombo, denominado bombo criollo, hecho con madera laminada en vez de ahuecada y de menor diámetro y es utilizado principalmente en espectáculos de malambo, aunque también en alguna chacarera y alguna zamba y probablemente en el gato.

## Descripción organológica
El bombo pertenece a la familia de los membranófonos; consta de dos parches o membranas de cuero con pelo sujetas a una caja o cilindro de madera por correajes de suela o de cuero crudo torcido. Se percuten tanto los aros como los parches con mazos forrados en cuero llamados palos o palillos.

## Caja, cuerpo o carcasa

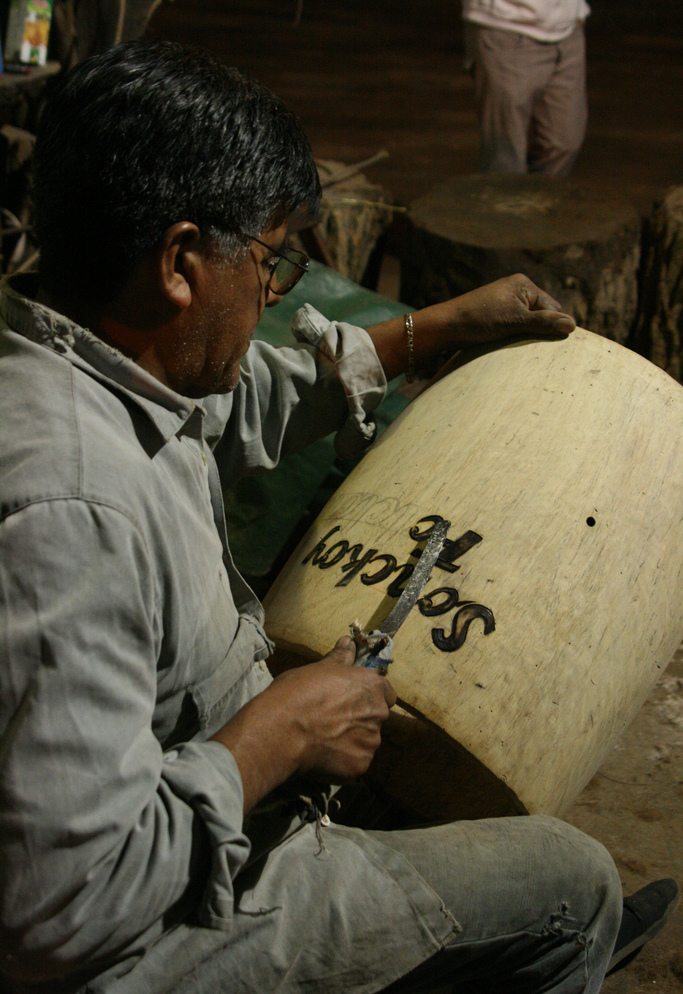
Un violero durante el proceso de fabricación del instrumento.

La caja se fabrica de tronco ahuecado. Generalmente, se usa ceibo bien estacionado (seco), lo que le da una mejor calidad en el sonido y le asegura una pertenencia duradera al instrumento. Muchos fabricantes usan troncos no estacionados o verdes que no son para nada recomendables. Los bombos de ceibo son los más buscados, pero por su elevado costo (el árbol tarda varios años en tener el diámetro necesario para la construcción), son muy difíciles de conseguir. Por esta razón, muchos artesanos recurren a láminas de terciado de guatambú y de cedrillo, y utilizando varias capas, logran el espesor parecido a un tronco de ceibo aunque el sonido no sea el mismo.

## Membrana o parche de cuero
Para su fabricación comúnmente se utiliza cuero curtido de oveja, de cabra o de chivo, aunque en algunas regiones de la Argentina se han visto algunos bombos armados con cuero de panza de burro, cuero de nonato (ternero aún no parido extraído del útero de la vaca), corzuela (una especie de venado típico del campo argentino), y en algunos bombos chicos (es decir: no ya propiamente legüeros), cuero de gato montés y de serpiente. Por supuesto que en las ciudades se hace difícil conseguir cualquiera de estos parches exóticos así como lograr que se conserven en buen estado (por la humedad).
Es recomendable utilizar un parche de cabra y un parche de oveja en el mismo bombo para lograr que el instrumento obtenga dos sonidos distintos.

## Aros
Los aros se construyen de maderas duras como palo blanco y guatambú, lo cual le da un mayor volumen y duración al golpe de las baquetas con las que se percute.

## Tientos
Es una larga lonja de cuero crudo de vaca, una punta se ata a una presilla de aro; se pasa en forma oblicua por las presillas de aro contrarias, hasta llegar a la primera atadura donde vuelve a ajustarse.

## Presillas
Es una especie de anillo de cuero crudo se atan de a una o cada dos lonjas del tensor. Al ajustar el tensor con las presillas, se estira el tensor y las membranas, que se vuelven elásticas y resonantes. Esto se llama "templar el bombo". En los valles calchaquíes se le denominan "trabas" y en jujuy "apretaderas".

## El armado del bombo
Después del armado, seguramente habrá que hacer un nuevo ajuste y estiramiento de los tientos mientras estén húmedos y aun cuando estén secos. Hay que tener en cuenta aspectos tales como que el aro tenga un calce justo y holgado para permitir un pequeño deslizamiento del parche en el extremo del tronco, pero que no sea demasiado ancho y se zafe del apoyo sobre el arillo del parche.

## Miscelánea
El bombo legüero ha tenido otros usos aparte del musical: para transmitir señales, información, e incluso como elemento de mensura. En efecto, tradicionalmente en el Noroeste argentino (especialmente en la provincia de Santiago del Estero) se demarcaban los límites de los terrenos de los gauchos aparceros hasta donde se podía escuchar el sonido de este tipo de bombo batido muy fuertemente (esto es, en condiciones favorables, más de dos leguas).

## Bombistos destacados
- Maximiliano Soporsky
- Miguel "Palito" Acuña
- Domingo Cura
- Rubén Lobo [6]
- Rodolfo Sánchez [7]
- Vitillo Ábalos
- Carlos Rivero
- Alfredo Ábalos
- Chango Nieto
- Alejandro Campos
- Camilo Carabajal [8]
- Alejandro Tula
- Benito Serrano, percusionista de OrellanaLucca.
- Pascual Toledo [9]
- Guillermo "Fatiga" Reynoso [10]
- Mercedes Sosa
- Polo Román